# Lourinhã
Lourinhã – miejscowość w Portugalii, leżąca w dystrykcie Lizbona, w regionie Centrum w podregionie Oeste. Miejscowość jest siedzibą gminy o tej samej nazwie. 

## Demografia
| Liczba ludności gminy Lourinhã (1801–2011) | Liczba ludności gminy Lourinhã (1801–2011) | Liczba ludności gminy Lourinhã (1801–2011) | Liczba ludności gminy Lourinhã (1801–2011) | Liczba ludności gminy Lourinhã (1801–2011) | Liczba ludności gminy Lourinhã (1801–2011) | Liczba ludności gminy Lourinhã (1801–2011) | Liczba ludności gminy Lourinhã (1801–2011) | Liczba ludności gminy Lourinhã (1801–2011) | Liczba ludności gminy Lourinhã (1801–2011) |
| ------------------------------------------ | ------------------------------------------ | ------------------------------------------ | ------------------------------------------ | ------------------------------------------ | ------------------------------------------ | ------------------------------------------ | ------------------------------------------ | ------------------------------------------ | ------------------------------------------ |
| 1801                                       | 1849                                       | 1900                                       | 1930                                       | 1960                                       | 1981                                       | 1991                                       | 2001                                       | 2004                                       | 2011                                       |
| 3 366                                      | 6 481                                      | 12 154                                     | 17 049                                     | 22 927                                     | 21 245                                     | 21 596                                     | 23 265                                     | 24 601                                     | 25 735                                     |

## Sołectwa
Sołectwa gminy Lourinhã (ludność wg stanu na 2011 r.)
- Atalaia – 1858 osób
- Lourinhã – 9897 osób
- Marteleira – 1761 osób
- Miragaia – 1822 osoby
- Moita dos Ferreiros – 1734 osoby
- Moledo – 472 osoby
- Reguengo Grande – 1626 osób
- Ribamar – 2141 osób
- Santa Bárbara – 1943 osoby
- São Bartolomeu dos Galegos – 1011 osób
- Vimeiro – 1470 osób

## Współpraca
- Écully, Francja
- Deuil-la-Barre, Francja
- Sal, Republika Zielonego Przylądka